# Бира
Бира (фр. Biras) је насеље и општина у југозападној Француској у региону Аквитанија, у департману Дордоња која припада префектури Периже.
По подацима из 2011. године у општини је живело 599 становника, а густина насељености је износила 30,83 становника/km². Општина се простире на површини од 19,43 km². Налази се на средњој надморској висини од 200 метара (максималној 237 m, а минималној 119 m).

## Демографија
| 1962. | 1968. | 1975. | 1982. | 1990. | 1999. | 2011. |
| ----- | ----- | ----- | ----- | ----- | ----- | ----- |
| 318   | 344   | 343   | 354   | 372   | 362   | 599   |

График промене броја становника у току последњих година